# Sharon, Connecticut
Sharon är en kommun (town) i Litchfield County i den amerikanska delstaten Connecticut med en yta av 154,4 km² och en folkmängd, som uppgår till 3 052 invånare (2005). Orten grundades år 1739.